# 용주 (가수)
용주(1994년 5월 22일 ~)는 대한민국의 가수다. 이전 예명은 제이호미다.

## 방송
- 슈퍼아이돌 시즌1, 슈퍼아이돌 시즌2 - 우승
- 더 팬 - 4위